# Yugoslavia en los Juegos Paralímpicos de Innsbruck 1984
Yugoslavia estuvo representada en los Juegos Paralímpicos de Innsbruck 1984 por diez deportistas masculinos.

## Medallistas
El equipo paralímpico yugoslavo obtuvo las siguientes medallas:
| Nombre      | Deporte      | Evento                    |
| ----------- | ------------ | ------------------------- |
| Oro         |              |                           |
| —           |              |                           |
| Plata       |              |                           |
| —           |              |                           |
| Bronce      |              |                           |
| Franc Komar | Esquí alpino | Combinada LW6/8 masculino |